# خوسيه ماريا بيرالتا
خوسيه ماريا بيرالتا (بالإسبانية: José María Peralta)‏ (و. 1807 – 1883 م) هو سياسي من السلفادور ولد في سان سلفادور.